# Дана Періно
Дана Марі Періно (англ. Dana Marie Perino; нар. 9 травня 1972, Еванстон, Вайомінг) — колишня прессекретарка Білого дому (2007–2009) під час президентства Джорджа В. Буша, була другою жінкою на цій посаді після Ді Ді Майєрс, яка працювала при адміністрації Клінтона. Періно також є політичним коментатором Fox News.